# Андрєєвська (Няндомське)
Андрєєвська (рос. Андреевская) — присілок в Няндомському районі Архангельської області Російської Федерації.
Населення становить 388 осіб. Входить до складу муніципального утворення Няндомський муніципальний округ.

## Історія
До 2022 року входило до складу муніципального утворення Няндомське поселення.

## Населення
| 2002 | 2010 | 2012 |
| ---- | ---- | ---- |
| 26   | ↗364 | ↗388 |